# Rio Branco FC
Rio Branco FC is een Braziliaanse voetbalclub uit Rio Branco in de staat Acre

## Geschiedenis
De club werd opgericht in 1919 en is de oudste club van de staat. In 1947 werd de club voor het eerst kampioen van Acre.

## Erelijst
Campeonato Acreano
1947, 1950, 1951, 1955, 1956, 1957, 1961, 1962, 1964, 1971, 1973, 1978, 1979, 1983, 1986, 1992 ,1994, 1997, 2000, 2002, 2003, 2004, 2005, 2007, 2008, 2010, 2011, 2012, 2014, 2015, 2018
Copa Norte
1997
Torneio de Integração da Amazônia
1976, 1979, 1984